# تووا هانسن
تووا هانسن (انگلیسی: Tuva Hansen؛ زادهٔ ۴ اوت ۱۹۹۷) بازیکن فوتبال اهل نروژ است.
وی همچنین در تیم‌های ملی فوتبال زنان نروژ بازی کرده‌است.